# Jean Droze
Jean Droze, de son vrai nom Jacques Jeandroz, est un acteur français né le 26 juin 1925 à Luçon (Vendée) et mort le 3 novembre 1995 à Draveil (Essonne).

## Biographie

### Carrière cinématographique
Abonné aux seconds rôles, Jean Droze se fait notamment remarquer en tournant régulièrement dans les films de Jean Girault, aux côtés de Louis de Funès.
À la fin des années 1960 et début 1970, il dirige le plateau de post-synchronisation de la SND, société située à Saint-Ouen et dirigée par Michel Gast, le réalisateur de J'irai cracher sur vos tombes, d'après le roman de Boris Vian (qui l'avait signé Vernon Sullivan). C'est là que meurt Vian, au cours de la projection privée du film. Michel Gast le présente à Jean-François Davy, qui lui offre des rôles loufoques dans Prenez la queue comme tout le monde et Q.
Il fut aussi la première voix française de Porky Pig dans la série animée des Looney Tunes avant Michel Mella jusqu'à sa mort le 3 novembre 1995, il repose au cimetière de Saint Ouen.

## Filmographie

### Années 1950
- 1951 :
  - Le Château hanté : Porky Pig
  - Le Costaud des Batignolles de Guy Lacourt, avec Raymond Bussières : Le militaire à la foire
- 1952
  - Manina la fille sans voiles de Willy Rozier, avec Brigitte Bardot : Un copain de Gérard
- 1953:
  - L'Aventurière du Tchad de Willy Rozier, avec Madeleine Lebeau
- 1955:
  - Si Paris nous était conté de Sacha Guitry, avec Michèle Morgan : Hubert
  - Frou-Frou de Augusto Genina
- 1956:
  - Miss Catastrophe de Dimitri Kirsanov, avec Sophie Desmarets
  - L'Amour descend du ciel de Maurice Cam, avec Dora Doll
  - Et par ici la sortie de Willy Rozier
- 1957:
  - Fernand clochard de Pierre Chevalier, avec Fernand Raynaud
  - Les Violents de Henri Calef, avec Paul Meurisse : Julien
  - C'est la faute d'Adam de Jacqueline Audry, avec Dany Robin
  - Un snob à Juan-les-Pins - court métrage - de Michel Gast - sous réserve
- 1958:
  - Cette nuit-là de Maurice Cazeneuve
- 1959
  - Soupe au lait de Pierre Chevalier, avec Jean Bretonnière
  - J'irai cracher sur vos tombes de Michel Gast, avec Antonella Lualdi : Ted

### Années 1960
- 1960
  - Le Sahara brûle de Michel Gast, avec Paul Guers
  - Les Moutons de Panurge de Jean Girault, avec Darry Cowl
- 1961
  - Les Livreurs de Jean Girault, avec Darry Cowl
- 1962
  - Le Roi des montagnes de Willy Rozier, avec Claude Rollet
  - Les Veinards, sketch Le repas gastronomique de Jean Girault, avec Francis Blanche : Louis, un serveur
  - C'est pas moi, c'est l'autre de Jean Boyer, avec Fernand Raynaud
- 1963
  - Faites sauter la banque de Jean Girault, avec Louis de Funès : Le vendeur du grand magasin
- 1964
  - Les gros bras de Francis Rigaud, avec Roger Pierre : Le barman
  - Le Gendarme de Saint-Tropez de Jean Girault, avec Louis de Funès, Michel Galabru : Le matelot
  - Le Corniaud de Gérard Oury, avec Bourvil : Un homme de Saroyan
  - Compartiment tueurs  de Costa-Gavras, avec Yves Montand : L'homme de la P.J.
- 1965
  - Les Baratineurs de Francis Rigaud, avec Jean Poiret : Hector Barbichet
  - Le Gendarme à New York de Jean Girault, avec Louis de Funès, Michel Galabru : Un gendarme italien
- 1966
  - Les malabars sont au parfum / Mariage à la parisienne / Les malabars sont là de Guy Lefranc, avec Roger Pierre
  - Le Grand Restaurant de Jacques Besnard, avec Louis de Funès, Bernard Blier : Un serveur
  - La Grande Vadrouille de Gérard Oury, avec Bourvil, Marie Dubois, Colette Brosset : Le musicien bavard
  - Johnny Banco d'Yves Allégret, avec Horst Buchholz
- 1967
  - Les Grandes Vacances de Jean Girault, avec Louis de Funès, Claude Gensac, Guy Grosso, Bernard Le Coq : Le jardinier
- 1968
  - Traquenards de Jean-François Davy, avec Anna Gaël : Paul

### Années 1970
- 1970
  - La Décharge / La Ville bidon, (version modifiée de 1975 du titre précédent) de Jacques Baratier, avec Bernadette Lafont : L'huissier
- 1971
  - Jo de Jean Girault, avec Louis de Funès, Claude Gensac : Riri
- 1972
  - Les Tueurs fous de Boris Szulzinger, avec Roland Maden
- 1972-1973
  - Prenez la queue comme tout le monde de Jean-François Davy, avec Philippe Gasté, Anne Libert, Monique Vita : Eugène, le client
- 1973
  - Die stoßburg de Franz Marischka, avec Peter Steiner : Fürst Sigurd von Schreckenstein
- 1974
  - Le Seuil du vide de Jean-François Davy
  - Q (ou Au plaisir des dames / Il n' y a plus qu'à / Q – Le gros lot) de Jean-François Davy, avec Philippe Gasté, Anne Libert : L'homosexuel
  - Laß jucken, Kumpel 3 : Maloche, Bier und Bett de Franz Marischka, avec Hans-Henning Claer
- 1975
  - Monsieur Balboss de Jean Marbœuf
  - La Chatte sur un doigt brûlant de Cyrille Chardon, avec Pierre Oudry : Benoît
  - Change pas de main de Paul Vecchiali, avec Myriam Mézières, Nanette Corey, Claudine Beccarie
  - Laß jucken, Kumpel 5 : Der Kumpel läßt das jucken nicht / Täglich Blasmusik im Hinterhaus de Franz Marischka, avec Gisela Krauss
- 1976
  - L'Aile ou la Cuisse de Claude Zidi : Un jardinier
- 1977
  - Liebesgrüße aus der lederhose 3 : Sexexpress aus Oberbayern / Sex-express in Oberbayern de Gunter Otto, avec Peter Steiner : Ottokar Schulze
- 1978
  - Liebesgrüße aus der lederhose 4 : Die versaute Hochzeitsnacht de Gunter Otto, avec Peter Steiner : Ottokar Schulze
  - Liebesgrüße aus der lederhose, 5. Teil : Die bruchpiloten vom Königssee de Gunter Otto, avec Peter Steiner
- 1979
  - Comme une femme de Christian Dura, avec Patrick Guillemin : Chouchou

### Années 1990
- 1992 – 
  - Liebesgrüße aus der lederhose 7 – Kokosnüsse und bananen de Gunter Otto, avec Zachi Noy

## Voxographie

### Cinéma

#### Films d'animation
- 1949
  - La chasse au Dodo : Porky Pig
- 1950
  - Quitte ou double : Porky Pig
- 1951
  - Le Château hanté : Porky Pig
  - C'est pas un cadeau : Porky Pig
- 1952
  - Un empaillé vivant : Porky Pig
  - Condition remplie : Porky Pig
- 1954
  - Le Vengeur masqué : Porky Pig
- 1955
  - Le luxe coûte cher : Porky Pig
- 1959
  - Nuit de Chine : Porky Pig
- 1961
  - Du balai : Porky Pig

## Direction artistique
Films
- 1935 : Les 39 Marches
- 1940 : L'Oiseau bleu
- 1972 : Le Limier
- 1972 : L'aventure de Poséidon
- 1972 : Le Cirque des vampires
- 1973 : Police Puissance 7
- 1973 : Les anges mangent aussi des fayots
- 1975 : Les Trois Jours du Condor
- 1977 : Âmes perdues
- 1977 : Star Wars, épisode IV : Un nouvel espoir (codirection avec Michel Gast)
- 1978 : Les Faiseurs de Suisses
- 1980 : Kagemusha, l'Ombre du guerrier
- 1981 : La Maison du lac
- 1983 : Avis de recherche
- 1984 : Gremlins
- 1984 : Conan le Destructeur
- 1984 : Falling in Love
- 1984 : Runaway : L'Évadé du futur
- 1985 : Silverado
- 1985 : Vampire, vous avez dit vampire ?
- 1985 : Commando
- 1985 : Comment claquer un million de dollars par jour
- 1986 : Sans pitié
- 1986 : Cobra
- 1986 : Huit Millions de façons de mourir
- 1988 : Cocoon, le retour
- 1988 : Appelez-moi Johnny 5
- 1988 : Rambo 3
- 1989 : Haute Sécurité
- 1989 : Always
- 1989 : She-Devil, la diable
- 1990 : Miller's Crossing
- 1991 : Le Père de la mariée
- 1992 : La Puissance de l'ange

Films d'animation
- 1977 : Anne et Andy

Téléfilms
- 1985 : Jeux de glaces

Séries télévisées
- 1969 : La Compagnie de la mouette bleue
- 1972 : Anna et le Roi
- 1972-1975 : Kung Fu
- 1975-1979 : Wonder Woman
- 1977 : Racines

Séries d'animation
- 1992-1995 : Batman